# Nikolaus Fischer (Geistlicher)
Nikolaus Fischer (* 20. Januar 1791 in Sächsisch Haugsdorf, Oberlausitz; † 18. April 1858 in Frankenstein, Kreis Frankenstein i. Schles., Provinz Schlesien) war Fürstbischöflicher Delegat für Brandenburg und Pommern und Propst der St. Hedwigs-Kirche in Berlin.

## Leben
Nikolaus Fischer empfing am 3. Juni 1814 durch Bischof Franz Georg Lock, Apostolischer Präfekt von Meißen, in der Bautzener St. Marienkirche die Priesterweihe. Von 1814 bis 1823 war er Klosterkaplan in Lauban.
Am 19. April 1823 wurde Fischer Kaplan an der Berliner St. Hedwigs-Kirche, der einzigen katholischen Kirche in Berlin. Am 5. Juni 1827 wurde er durch den Breslauer Fürstbischof zum Administrator der Propstei St. Hedwig in Berlin ernannt, da Hubert Auer zum Dompropst am Trierer Dom bestellt worden war. Am 1. März 1829 erfolgte die feierliche Amtsübergabe zum Propst der St. Hedwigs-Kirche in Berlin und zugleich zum Domherrn des Breslauer Doms sowie Fürstbischöflichen Delegaten für Brandenburg und Pommern.
Er war Beichtvater von Luise Hensel sowie der Ehefrau und ältesten Tochter von Ludwig Tieck und Karl von Holtei. Fischer hatte regen Kontakt mit den katholischen Berlinern, u. a. Joseph von Eichendorff.
Fischer bat 1836 um Amtsenthebung und wurde am 1. Dezember 1837, durch Vermittlung des Grafen von Schlabrendorf, Stadtpfarrer und Erzpriester von Frankenstein in Schlesien, wo er auch am 18. April 1858 verstarb. Er wurde am 22. April 1858 auf dem Friedhof an der Zadeler St. Hedwigskirche bestattet.